# Comuna Prîșîb, Kremenciuk
Prîșîb (în ucraineană Пришиб) este o comună în raionul Kremenciuk, regiunea Poltava, Ucraina, formată din satele Ierîstivka, Prîșîb (reședința) și Robotivka.

## Demografie
Componența lingvistică a comunei Prîșîb
     Ucraineană (95,22%)
     Rusă (4,43%)
     Alte limbi (0,35%)
Conform recensământului din 2001, majoritatea populației comunei Prîșîb era vorbitoare de ucraineană (95,22%), existând în minoritate și vorbitori de rusă (4,43%).